# Antonio Trivulzio
Antonio III Trivulzio, o Antonio Trivulzio seniore (Milano, 18 gennaio 1457 – Roma, 18 marzo 1508), fu un religioso italiano vissuto fra il XV ed il XVI secolo, che divenne vescovo e successivamente cardinale.

## Biografia
Primo consigliere del duca Gian Galeazzo Maria Sforza era figlio dei nobili Pietro Trivulzio e Laura Bossi.
Seguì gli studi in legge ed in seguito entrò nei Canonici Regolari di Sant'Antonio di Vienne.
Nel 1477 fu nominato ambasciatore dello stato di Milano a Parma.
Venne eletto vescovo di Como il 27 agosto 1487 (carica che mantenne per tutta la vita).
Resse il Capitolo della cattedrale di san Donaziano di Bruges tra il 1499 ed il 1502. Molto vicino alla politica francese, parteggiò per i transalpini nelle campagne d'Italia. Venne appoggiato da Luigi XII per la nomina cardinalizia, che giunse il 28 settembre 1500 con il titolo di cardinale presbitero di Sant'Anastasia. Il 1º dicembre 1505 optò per il titolo di Santo Stefano al Monte Celio e il 4 gennaio 1507 per un altro titolo che non ci è noto.
Venne tumulato presso la chiesa di Santa Maria del Popolo a Roma.